# Gustav Ludwig Hertz
Gustav Ludwig Hertz (22 tháng 7 năm 1887 - 30 tháng 10 năm 1975) là một nhà vật lý người Đức. James Franck và Gustav Ludwig Hertz đã chứng minh hiệu ứng quang điện ngược (tức là khi một điện tử va chạm với một nguyên tử thì cần một năng lượng tối thiểu để sinh ra các lượng tử ánh sáng với năng lượng đặc trưng phát ra từ va chạm đó) và chứng minh tính đúng đắn của lý thuyết Planck và hằng số Planck. Nhờ thí nghiệm này Franck và Hertz được trao giải Nobel Vật lý năm 1925.

## Tiểu sử
Hertz sinh ra tại Hamburg, con trai của bà Auguste (nhũ danh Arning) và cha là một luật sư Gustav Theodor Hertz.Ông có bác là Heinrich Hertz. Ông học tại Đại học Georg-August Göttingen (1906-1907), Đại học Ludwig Maximilian München (1907.-1908), và Đại học Humboldt Berlin (1908-1911). Ông đã nhận được bằng tiến sĩ vào năm 1911 dưới sự hướng dẫn của Heinrich Leopold Rubens.
Từ 1911 đến 1914, Hertz là một trợ lý của Rubens tại Đại học Berlin. Chính trong thời gian này, Hertz và James Franck thực hiện các thí nghiệm va chạm electron không đàn hồi trong chất khí, được biết đến như là các thí nghiệm Franck-Hertz, và họ nhận giải Nobel Vật lý năm 1925.
Trong thế chiến I, Hertz phục vụ trong quân đội từ năm 1914. Ông bị thương nặng vào năm 1915. Năm 1917, ông trở lại Đại học Berlin làm Privatdozent. Năm 1920, ông đã được nhận vào làm nhà vật lý nghiên cứu tại Nhà máy Bóng đèn sợi đốt Philips ở Eindhoven, mà ông làm cho đến năm 1925.

## Sự nghiệp
Năm 1925, Hertz trở thành odinarius professor và Viện trưởng Viện Vật lý của Đại học Martin Luther của Halle-Wittenberg. Năm 1928 ông trở thành giáo sư vật lý thực nghiệm và Viện trưởng Viện Vật lý của Technische Hochschule Berlin ("THB"), nay là Đại học Kỹ thuật Berlin. Trong khi đó, ông đã phát triển một kỹ thuật tách đồng vị thông qua sự khuếch tán khí.
Kể từ khi Hertz là một sĩ quan trong Thế chiến thứ nhất, ông đã tạm thời được bảo vệ khỏi các chính sách xã hội chủ nghĩa quốc gia và Luật Phục hồi Dịch vụ Dân sự Chuyên nghiệp, nhưng cuối cùng các chính sách và luật pháp trở nên khắt khe hơn, và cuối năm 1934, ông bị buộc phải từ chức vị trí THB, khi ông được phân loại là "người thứ hai phần Do Thái" (ông nội Gustav Ferdinand Hertz (tên ban đầu là David Gustav Hertz) (1827–1914) đã từng là người Do Thái từ bé, trước khi cả gia đình đã chuyển thành Lutheranism năm 1834). Sau đó, ông đảm nhiệm vị trí Giám đốc Phòng thí nghiệm nghiên cứu của Siemens. Tại đây, ông tiếp tục công việc của mình về vật lý nguyên tử và siêu âm, nhưng cuối cùng ông đã ngưng công việc của mình trên sự phân tách đồng vị. Ông giữ chức vụ này cho đến khi ông đến Liên Xô năm 1945.
Hertz là thành viên của Viện Hàn lâm Khoa học Đức tại Berlin, Cộng tác viên của Viện Khoa học Göttingen, thành viên danh dự của Viện Hàn lâm Khoa học Hungary, thành viên của Viện Hàn lâm Khoa học Tiệp Khắc, và là thành viên nước ngoài của Học viện Khoa học Liên Xô.

## Xuất bản
- Franck, J.; Hertz, G. (1914). "Über Zusammenstöße zwischen Elektronen und Molekülen des Quecksilberdampfes und die Ionisierungsspannung desselben". Verh. Dtsch. Phys. Ges. 16: 457–467.
- Gustav Hertz Über das ultrarote Adsorptionsspektrum der Kohlensäure in seiner Abhängigkeit von Druck und Partialdruck. (Dissertation). (Vieweg Braunschweig, 1911)
- Gustav Hertz (editor) Lehrbuch der Kernphysik I-III (Teubner, 1961–1966)
- Gustav Hertz (editor) Grundlagen und Arbeitsmethoden der Kernphysik (Akademie Verlag, 1957)
- Gustav Hertz Gustav Hertz in der Entwicklung der modernen Physik (Akademie Verlag, 1967)